# Leo Varadkar
Leo Varadkar (Dublin, 1979. január 18. –) ír politikus és orvos. Enda Kenny miniszterelnök lemondása után, 2017. június 2-án a Fine Gael liberális konzervatív, kereszténydemokrata irányultságú párt vezetőjévé, majd 2017. június 14-én Írország miniszterelnökévé választották, illetve egyben a védelmi miniszter is. A 2020-as írországi választást elveszítette, pártja a harmadik helyen végzett a Fianna Fáil és a Sinn Féin mögött. Varadkar lemondott, de ügyvezetőként hivatalban maradt, amíg utódját kinevezték. Az új miniszterelnök 2020 júniusa óta a Fianna Fáil politikusa, Micheál Martin. Varadkar 2007 óta Dublin megye nyugati választókerületének a képviselője.

## Élete
2007 óta a nyugat-dublini választókerület képviselője az ír alsóházban. 2011 és 2014 között közlekedésügyi, turisztikai és sportügyi miniszter, 2014 és 2016 között egészségügyi miniszter, 2016 óta szociálisügyi miniszter. 2015-ben az azonos neműek házasságáról szóló ír népszavazási kampány során vállalta fel homoszexualitását, és vált Írország első nyíltan homoszexuális miniszterévé.
Varadkar Dublinban született, orvosnak tanult a dublini Trinity College-ban. Rezidensi éveit követően 2010-ben lett háziorvos. 2004-ben Fingal megye tanácsába választották, alsóházi megválasztásáig a polgármester-helyettesi pozíciót is betöltötte. A parlamentben Enda Kenny vállalkozásokért, kereskedelemért és foglalkoztatásért felelős szóvivőnek nevezte ki, majd a 2010-es átszervezések után kommunikációért, energiaügyért és természeti erőforrásokért felelős szóvivő lett.

## Magánélete
Az RTÉ Radiónak 2015. január 18-án (36. születésnapján) adott interjúban először beszélt a nyilvánosság előtt homoszexualitásáról: „ez nem határoz engem meg. Nem vagyok félig indiai politikus, nem vagyok orvos-politikus, és ha már erről van szó, nem vagyok homoszexuális politikus sem. Egyszerűen része annak, aki vagyok. Nem határoz meg, de a személyiségem része.” Bejelentése Írország első nyíltan homoszexuális miniszterévé tette. Varadkar az azonos neműek házasságának egyik jelentős támogatója volt az ír népszavazási kampányban.
Társa Matthew Barrett, a Mater Misericordiae University Hospital orvosa.

## Külső hivatkozások
- Hivatalos weboldala. [2017. május 16-i dátummal az eredetiből archiválva]. (Hozzáférés: 2017. június 5.)
- Leo Varadkar oldala a Fine Gael honlapján